# Liúblynets
Liúblynets (ucraniano: Лю́блинець; polaco: Lubliniec) es un asentamiento de tipo urbano de Ucrania perteneciente al raión de Kóvel de la óblast de Volinia.
En 2022 la localidad tenía 4429 habitantes. Desde 2016 es sede de un municipio, que tiene una población total de unos seis mil cuatrocientos habitantes e incluye ocho pueblos como pedanías: Dovhonosy, Kalýnivka, Krasnodubya, Krúhel, Moshchena, Novi Koshary, Starí Koshary y Cherkasy.
Se ubica en la periferia suroccidental de Kóvel.

## Historia
Durante siglos fue una pequeña localidad rural formada por granjas dispersas, y recibe su topónimo porque las granjas se hallaban en torno a la carretera a Lublin. Se desarrolló como poblado ferroviario a partir de 1908, cuando se abrió aquí una estación ferroviaria de la línea de Sapizhanka a Kóvel. En 1986, la RSS de Ucrania le dio el estatus de asentamiento de tipo urbano. Antes de la formación del actual municipio en 2016, el ayuntamiento de Liúblynets solamente incluía en su territorio como pedanías a Dovhonosy y Kalýnivka.